# ガーミン
ガーミン (Garmin Ltd.、NASDAQ: GRMN) は、アメリカ合衆国で創業されたGPS/GNSS機器メーカー。
ゲリー・バレル (Gary Burrell) と高民環 (Min H. Kao、ミン・カオ) によって1989年に設立された。ガーミン（Garmin）という社名は創業者2人の名前の一部、即ちGaryとMinに由来する。
登記上、現在スイス・シャフハウゼン州シャフハウゼンにグループ本社を置き、運営上はアメリカ合衆国カンザス州のオレイサにある、子会社のガーミン・インターナショナル社（Garmin International, Inc.）が実質的な本社として機能している。最大の生産設備を持つ重要子会社は、台湾新北市汐止区にあるガーミン（アジア）・コーポレーション（Garmin (Asia) Corporation、台灣國際航電股份有限公司) である。そして、2024年現在では、GPSランニングウォッチなどを主に販売している。

## 沿革

### 創業

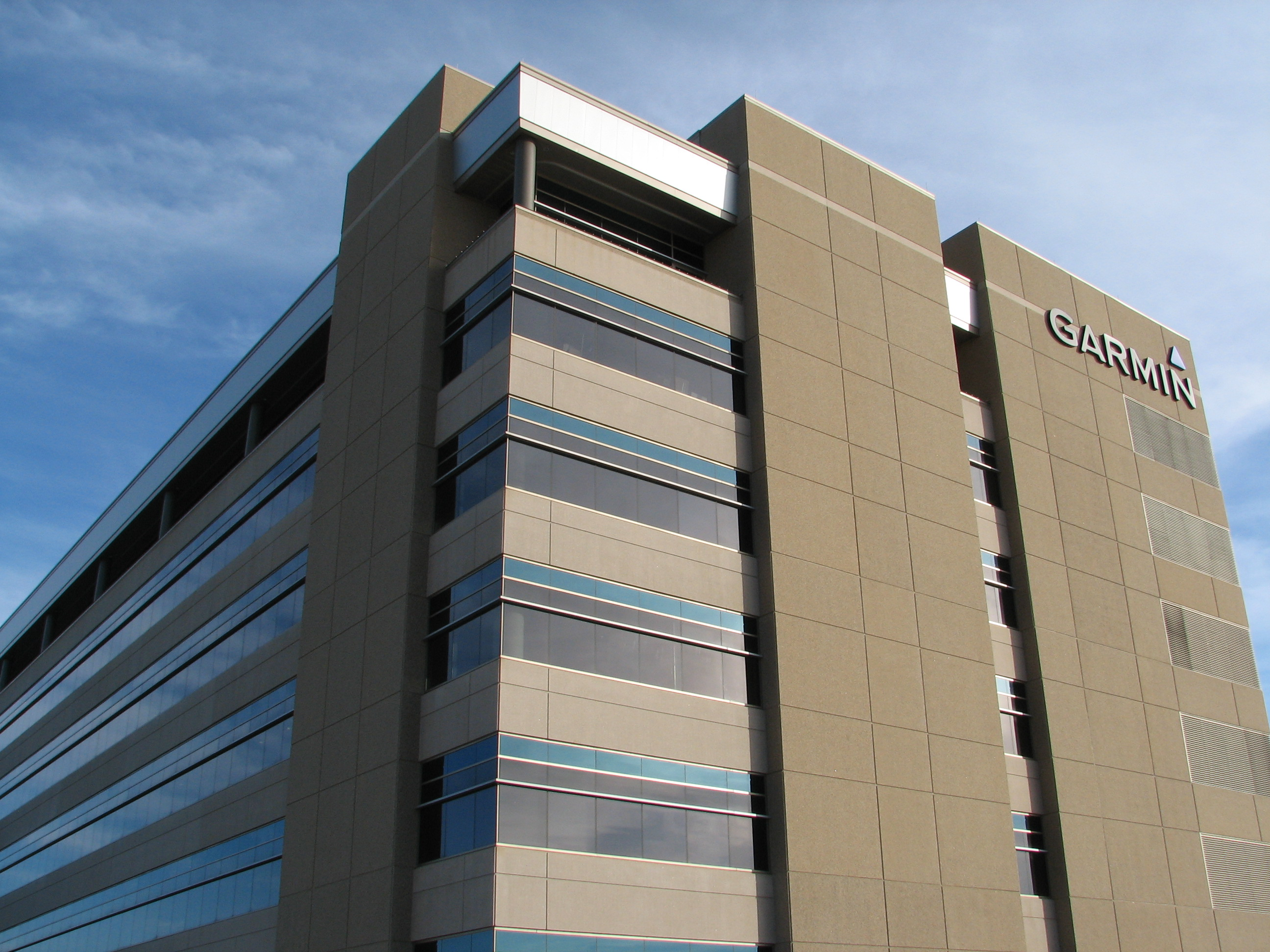
カンザス州オレイサにあるガーミン本社

ゲリー・バレルは1937年に生まれ、ウィチタ州立大学（Wichita State University）で電気工学の学位を得た後、レンセラー工科大学（Rensselaer Polytechnic Institute）の大学院で学位を得た。その後1963年にエドワード・キングJr.（Edward King Jr.）によって設立されたばかりの航空ラジオメーカーであるキングラジオ（King Radio）で6年の間働くこととなる。それはオラースの農場の中にあった。
パイロットの免許を取得したバレルは、同社で最も成功したナビゲーション機器及び通信機器の開発を主導した。1969年にはボーイングに無線機器の供給を開始した。
1989年までにバレルは短期間ローレンス・エレクトロニクス（Lowrance Electronics）で働いた他は、会社員としての社歴のほとんどをキングラジオで費やすこととなった。その間にこの会社では経営体制に何度も大きな変化があった。1983年にキングラジオはアライド・コーポレーション（Allied Corporation）によって買収され、その際に旧ベンディックス・コーポレーション（Bendix Corporation）と合併しベンディックス・キング（Bendix-King）となった。その後アライド・コーポレーションは1985年にシグナル社（Signal Companies）と合併し、1993年にアライドシグナル社へ改称。その後1999年にはアライドシグナル社はハネウェルを買収し、買収後の社名をハネウェルとした。
高民環は1949年に台湾南投県の竹山鎮で生まれた。高は台湾海軍に勤めた後、国立台湾大学に入学。その後電気工学で上級学位を得るため、渡米しテネシー大学に入学。大学院生としてNASAとアメリカ合衆国陸軍のための研究を行った。その後も軍需産業であるテレダイン・テクノロジーズとマグナボックス（Magnavox）に勤めた。
1983年にバレルは高をアライド・コーポレーション傘下であったキングラジオのバレルの部門に雇った。その際、高はマグナボックスで、当時はNAVSTARとして知られていたGPS衛星を使った軍事ナビゲーションシステムの開発を行っていた。バレルと共に働いている間に、彼は最初の航空機向けGPSナビゲーションシステムがアメリカ連邦航空局から認可を受けるために開発を主導した。
1989年にバレルはアライド・コーポレーションを退職。バレルは同社がGPS技術に基づく製品をもっと追求することに積極的であるべきだと確信したが、経営陣がこの考えに同意しなかったことに失望したためである。バレルはマグナボックスを含む他の会社での面接も受けたが、バレルが望むような仕事を見つけることは出来なかった。敬虔なクリスチャンであったバレルは1984年オレイサに設立されたインディアンクリークコミュニティ教会の設立メンバーであった。そこでアライド・コーポレーションを辞して聖職者の道に専念しようと考えていた。しかしある夕食の席で、高はバレルに会社を起業することを考えたことはないかと尋ねた。バレルはその考えはなかったと答えて、だがもし会社を始めるのであれば高とだけ組んでやっていくと言った。両者ともナビゲーション技術の将来はGPS技術にかかっていることで意見が合った。
GPS衛星の配備がまだ構築途上であった当時、1986年のスペースシャトル・チャレンジャーの爆発事故のため、システム構築が24か月遅れることとなった。衛星はデルタIIロケットに適合するよう設計変更された。システムが運用可能と宣言されたのは1989年4月である。その後1991年の湾岸戦争でGPS技術が米軍及び多国籍軍に決定的な戦略的優位性を与えたことが証明された。
高は起業を計画し台湾にいる旧友を訪ねた。投資銀行員である彼は、起業のための資金援助をすることを保証した。それから数週間後、バレルと高は台北に行き、さらに数か月後、彼らの預金口座には400万ドルが振り込まれていた。
その資金は、多数の技術者とカンザス州レネックサに事務所及び業務スペースを確保するには充分であった。起業にあたり最初に名付けた社名はPronavであった。しかし競合他社がGPSレシーバーにNavproという名称を使用していたため、商標権侵害を主張され訴訟となった。そのため社名をGarminとした。由来は先に述べたとおり二人の創業者のファーストネームを組み合わせたものである。

### 初期の製品
ガーミンの最初の製品はGPS 100というパネル搭載型の航海用GPSレシーバーで、2,500米ドルで販売された。その製品は1990年、シカゴでの「国際海洋技術見本市」(International Marine Technology Exposition) で発売した。その製品はすぐヒットし、5,000個の受注があった。その後1991年1月に高は台北に製造施設を建てるため、台湾に向け出発した。
もう一つの初期の製品は携帯型GPSレシーバーで、1991年の湾岸戦争の際クウェートとサウジアラビアで勤務する軍人の間で人気を博した。2000年初頭には趣味のランナー向けにForerunnerと呼ばれる個人向けGPS装置を発売した。腕時計型のForetrexはハイカー、マウンテンバイカー、ヨット愛好者の間で人気が出た。ガーミンはカーナビゲーションシリーズとしてStreetPilotも発売した。これはモノクロ画面だったが、後続のStreetPilot IIIは16色カラーでより先進的な機能をもっていた。

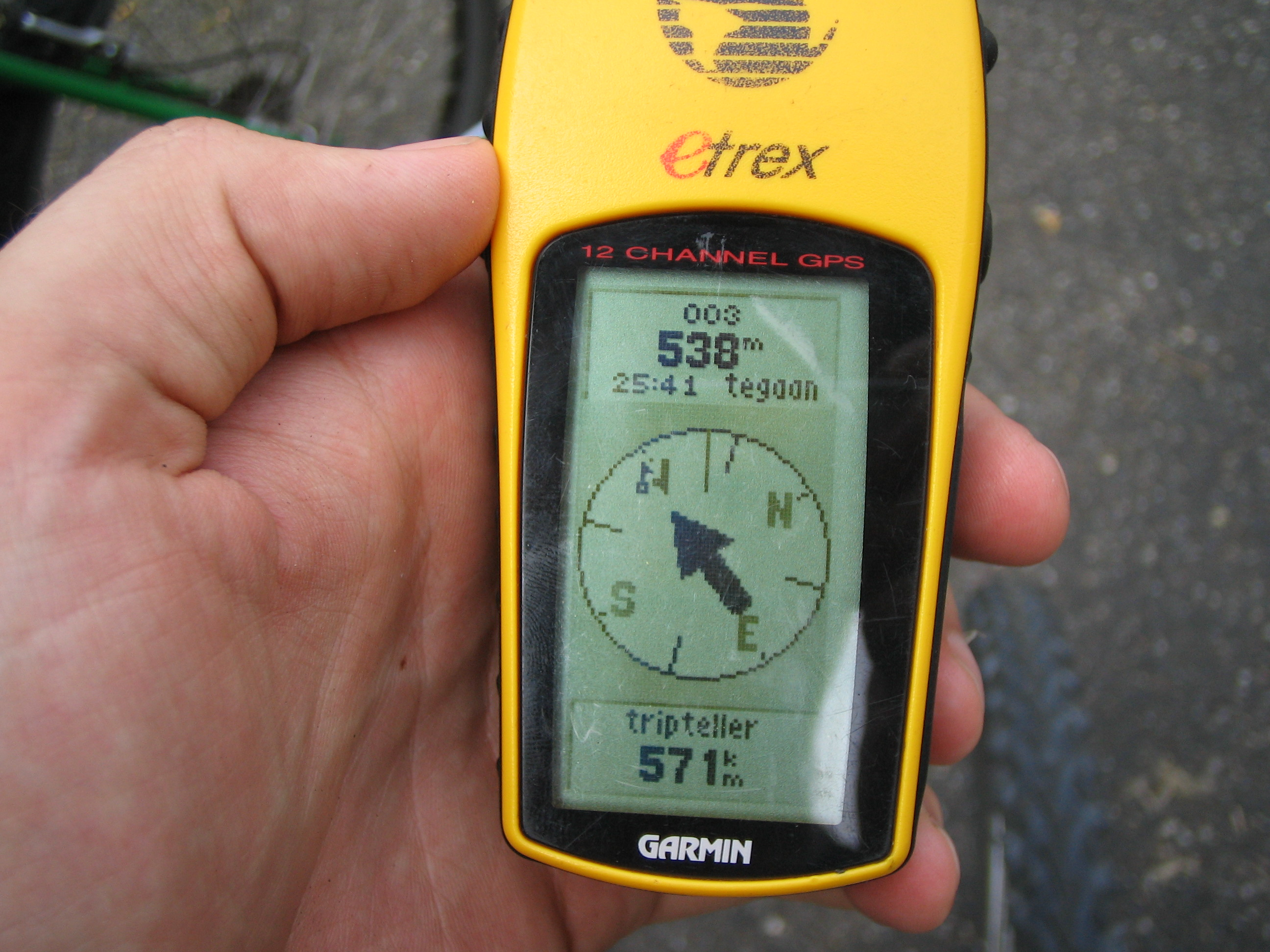
eTrexベースモデル (別名「eTrex Yellow」)

ガーミンのGPSレシーバーで最も人気のあるGPS製品eTrexというハンドヘルドGPSシリーズは1998年に発売された。ベースモデルは一般的にはeTrexイエローと呼ばれている初級者向けモデルである。上位機種にはVenture、Legend、Vista、Summitがあり機種によっては地図、電子コンパス、気圧高度計、WAAS、市街地情報などの機能が搭載されている。
一方GekoシリーズはeTrexシリーズよりさらに低予算者や軽量志向のハイカー向けのコンパクトなハンドヘルドGPSレシーバーである。
2003年にガーミンはPDAとGPSが統合された機器であるiQueシリーズを発売した。2005年10月31日に、iQue M4は、地図データをパソコンからプリインストールすることを要求しない最初のPDAになった。イギリス版が西ヨーロッパの地図データをプリインストールして出荷する一方で、アメリカ版は北米の地図データをハードウェアに「内蔵」した。
2005年10月、ガーミンはStreetPilot i-Seriesを発売した。i2、i3、i5の3モデルあり、i2はモノクロ画面で地図をロードするのにMicroSDカードを必要とした。i3は画面がカラーであること以外はi2と似ていた。i5はカラーで、地図は予めプログラムされていた。StreetPilotのより進化したバージョンとしてc-Seriesがある。カラー大画面タッチスクリーン、FM交通情報、MSN Direct（マイクロソフトが北米向けに提供するFMラジオベースの情報サービス）による天気及び各種情報の更新、およびBluetoothをサポートした。
2006年10月にはポケットサイズ、ワイドスクリーンのnüvi 300シリーズの後継となるnüvi 660の出荷を開始した。この製品にはBluetooth、FMトランスミッター、画面の輝度とスクリーンサイズの全てをアップさせ、小型薄型サイズに詰め込んだカーナビである。
ガーミンは、GPS機能を合わせ持つ魚群探知機も製造している。
2008年4月に同社はGarmin Mobile PCを発売した。ラップトップPC向けのGPSナビゲーションソフトウェアとMicrosoft Windowsオペレーティングシステムを搭載した。

### 航空電子機器

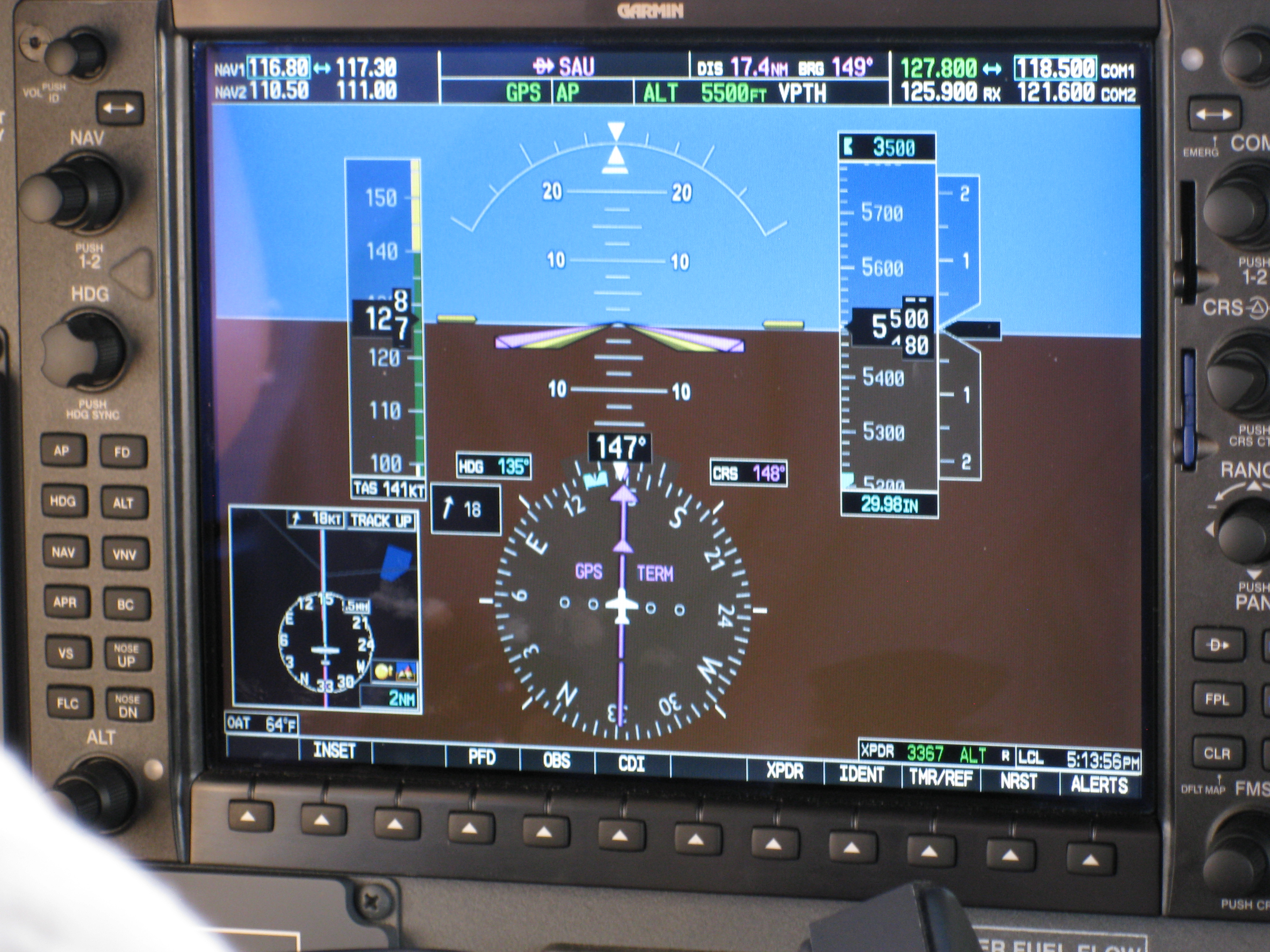
軽飛行機に装備されたG1000プライマリ・フライト・ディスプレイ

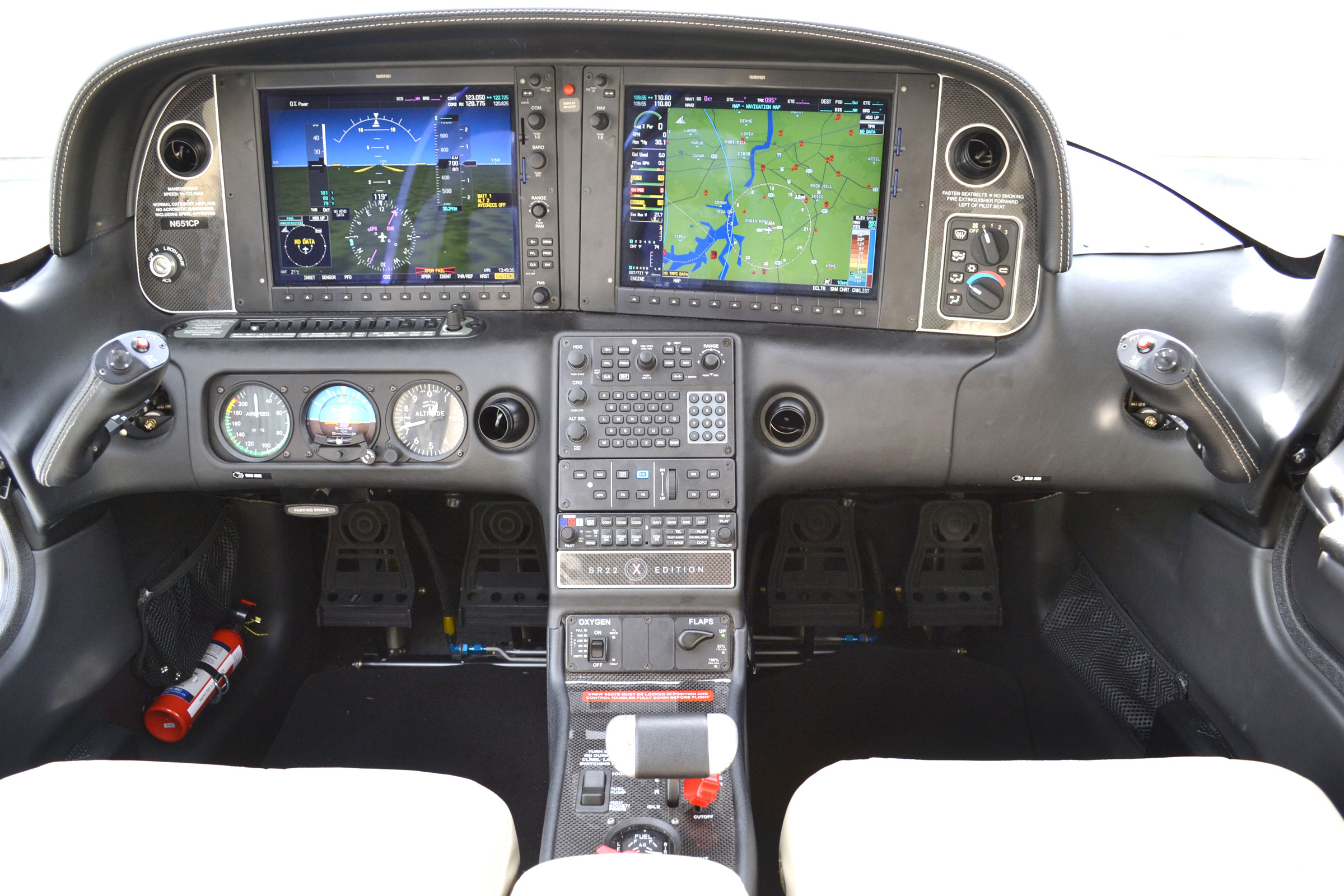
G1000をベースとしたシーラス・エアクラフトの『Cirrus Perspective』（SR22TN）

ガーミンの航空電子機器部門では、統合アビオニクス、携帯型航空電子機器、通信機器、トランスポンダ、ナビゲーション機器、オートパイロット機器、機体搭載型気象レーダー、アプリケーション等の開発、製造、販売を行っている。
ガーミンは1991年GPS-100AVDパネル搭載型レシーバーで航空市場に参入した。彼らの最初のポータブルユニットGPS-95は1993年に発売された。GPS-155パネル搭載型ユニットは1994年、計器進入方式のための完全なFAAからの認証を取得した最初のGPSレシーバーである。
1998年、ガーミンはGNS-430を発表した。これはGPS、ナビゲーションレシーバーとコミュニケーショントランシーバーが統合された製品である。

#### G1000
G1000はガーミン初の航空機搭載型統合アビオニクスで、同社のアビオニクス事業を大きく躍進させたモデルとして知られる。グラスコックピットが採用され、飛行計器、オートパイロット、航法、通信、気象レーダー、機体システム等の表示や操作が可能である。
例えば、それまでゼネラル・アビエーションでは無数の計器がインストルメントパネルに配置されているものが主流であったが、G1000では、1つのディスプレイ(PFD)に計器の情報が集約されたことなどによりパイロットの操縦負荷が劇的に改善された。
G1000は、1999年HondaJet設計開発者の藤野道格とGarmin共同創業者のゲリー・バレルが将来の航空アビオニクスの姿の議論で意気投合してその開発が共同で始まり、HondaJetは初めてG1000を採用したビジネスジェット機になったことが知られている 。
G1000はコックピット機器の電子化と革新をもたらし、先進アビオニクスがセスナ、パイパー、ビーチクラフト等の単発ピストンエンジン機から小型ビジネスジェット機を含むジェネラル・アビエーション界に普及するきっかけとなった。
G900XはG1000と似てはいるが、実験用航空機のために設計された。この他に既存小型航空機の標準装備の計器と換装してグラスコックピット化を行う事を目的としたG600といった製品もある。
ガーミンは2003年の航空市場において、UPSエビエーションテクノロジーズ (UPS Aviation Technologies) の買収を通じてその存在を拡大させた。それにより既にUPSが買収していたIIモロー (II Morrow) の航空機向けGPS/ナビゲーション/コミュニケーションユニットであるApolloシリーズを商品ラインに追加することにより既存の航空製品ラインを補った。IIモローは1982年にオレゴン州セイラムを本拠として航海用LORAN Cおよび総合航空機器メーカーとして設立された。1986年にユナイテッド・パーセル・サービス (UPS) が宅配業務と荷物追跡業務のためのエレクトロニクス技術の展開のため買収し、1999年には社名をUPSエビエーションテクノロジーズへと変更した。その後海洋事業から段階的に撤退すると共に総合航空事業に重点的に取り組むようになった。

### 株式公開
1995年に、ガーミンは1億500万ドルの売上高に達して、2300万ドルの利益を成し遂げた。1999年には、2億3300万ドルの売上高、利益6400万ドルを計上した。
1999年にフロスト&サリバン (Frost and Sullivan) が実施した市場調査によると、ガーミンの製品は北アメリカにおけるアウトドア市場においてGPSレシーバーを購入したいと考えている市場占有率の約50％を獲得した。同社自身の見積もりでは航空改造製品は59％、携帯用の航空GPS製品の市場占有率でそれぞれ76%の市場占有率であった。
2000年までにガーミンは300万台のGPS機器を販売し、50種ものモデルを生産していた。それらの製品は100か国で販売され2,500の販売代理店で扱われた。2000年8月22日の時点で、同社はGPS技術に関する35の特許を保持していた。2000年6月末までに同社は1,205人を雇用した（アメリカ合衆国541人、台湾635人、イギリス29人）。
2000年12月8日に同社は公式にNASDAQ市場で取引を開始した。当時バレルは19,911,155株を、高は20,352,803株を所有していた。彼らの持ち株を合わせるとガーミン株全体の45%になった。台北で弁護士をしている高の兄弟はそれとは別に7,984,109株を所有していた。合わせると54.22%にもなった。

### 企業買収
2003年の8月にガーミンはUPSエビエーションテクノロジーズの買収を完了した。ユナイテッド・パーセル・サービスの子会社が個人向け及び商用の航空機のためにパネル搭載型GPS/ナビゲーション/コミュニケーションユニットと統合化コックピットシステムとその製品ラインナップを拡充したのが当社である。買収した会社は社名をガーミンAT (Garmin AT, Inc.) に変更した。そしてガーミンインターナショナル (Garmin International, Inc.) の完全な子会社として業務を継続した。
ガーミンはダイナストリームイノベーションズ (Dynastream Innovations Inc)、EME Tec Sat SAS (EME)、そしてデジタルサイクロン (Digital Cyclone Inc.)を買収した。
ダイナストリームはカナダアルバータ州コクランを本拠地とする企業で、パーソナルモニタリング技術、例えばスポーツとフィットネス製品のためのフッドポッドと心拍数モニタ、そして超低消費電力かつ低価格で広範囲なアプリケーション（ANT、ANT+など）の接続技術分野のリーダーである。
EME Tec Sat SAS (EME) はガーミン製品のフランスにおける卸売業者である。買収後、社名をガーミンフランスSAS (Garmin France SAS) に変更した。
デジタルサイクロン (DCI) はミネソタ州チャンハッセンに本拠を置き、アウトドア愛好家やパイロット向けに天気情報を提供する。
ガーミンはノータマティックマリンシステムズ (Nautamatic Marine Systems Inc.) をも買収した。オレゴン州に拠点を置くボートの向け自動操縦装置システムを提供する会社である。
2011年にはドイツの衛星ナビゲーション会社ナヴィゴン（Navigon）を買収した。
2016年9月30日には日本国内販売代理店である、株式会社いいよねっとを買収し子会社化。2017年4月1日にガーミンジャパン株式会社と株式会社いいよねっとを統合。

### 近年の活動
2003年にバレルはガーミンのCEOの職を退いた。そして2004年には取締役会時に会長を退任した。彼は現在名誉会長である。一方高は2003年にCEOになり、2004年には会長となった。
2005年のフォーブスによると高の純資産は15億ドルと推定された。彼は1750万ドルをテネシー大学に寄付した。同年、フォーブスはバレルの純資産を9億4000万ドルと推定した。
2006年、ガーミンは年末までにソフトウェアの全てをMac OS X向けにリリースすると発表した。
2006年、ガーミンは企業ロゴの刷新を発表。同年、同社はイリノイ州シカゴのミシガンアベニューに小売店を展開すると発表した。
オレゴン州に拠点を置く航空機会社エピックエアーLLC (Epic AIR LLC、Aircraft Investor Resources、AIR) の子会社 — アメリカ合衆国) は2007年4月17日頃に認定済み、または実験段階の超軽量ジェット機およびターボプロペラ機へガーミン製ガラス枠コックピットと関連したアビオニクスを使うと発表した。

## 製品
- ウェアラブル（腕時計型のスポーツ用機器でGPSや心拍計などを搭載）
  - MARQ, fēnix, ForeAthlete, Forerunner, Instinct：マルチスポーツ用（ランニング、スイミング、サイクリング、ゴルフ、登山、スキー、筋トレなど）
  - Approach：ゴルフ用
  - Descent：ダイビング用
  - Garmin Swim：スイミング用
  - vívo, Venu：ライフログ用
- 自動車用機器
  - StreetPilotシリーズ：初期の自動車用GPSナビゲーション。1998年発表。販売終了。
  - Questシリーズ：2004年発売。販売終了。
  - Nüviシリーズ：現行の自動車用GPSナビゲーション。2006年発売。
  - Zumoシリーズ：二輪車用GPSナビゲーション。2006年発売。
  - GDRシリーズ：四輪車用ドライブレコーダー。測位システムにGPSの他、みちびきも同時受信。日本ではイエローハットにて独占販売。
- 自転車用機器
  - Edgeシリーズ：GPSサイクルコンピューター
  - Varia：ライト
  - Vector：ペダル
  - Tacx：インドアサイクリング
- 携帯機器
  - nüvifone：携帯電話
  - その他：携帯電話付属機器、パソコン用機器等
- 航空用機器
  - 統合アビオニクス
  - パネル搭載型ディスプレイ
  - トランスポンダ
  - その他：レーダー、関連アビオニクス機器
- アウトドア機器
  - eTrexなど：ハンドヘルドGPS
  - VIRB：アクションカメラ
- マリン用機器
  - 魚群探知機
  - 海図表示機
- OEM製品
- その他

## スポンサー活動

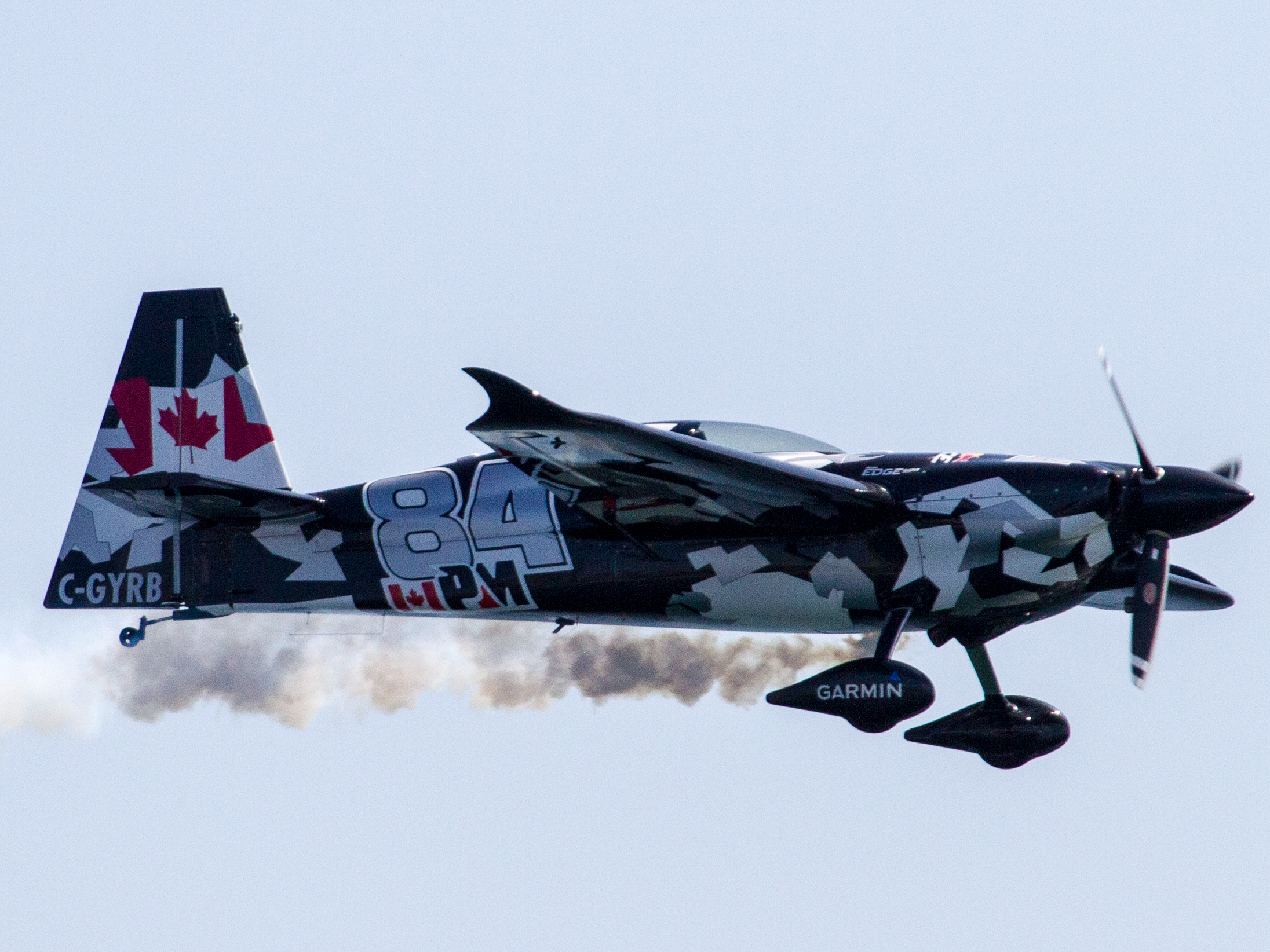
ピート・マクロードのエッジ 540

2007年、ガーミンは2008年/2009年のイングランド・プレミアリーグのサッカークラブであるミドルスブラFCのスポンサーとなった。
2008年に同社は、サイクルコンピュータが同社の取り扱いであることをプロモートするため、チーム・スリップストリーム（現・チーム・キャノンデール・ガーミン）のスポンサーとなった。
2009年からレッドブル・エアレース・ワールドシリーズに参戦しているピート・マクロードのチームスポンサーとなっている。また大会の公式カメラスポンサーとして出場する機体に搭載するカメラも提供している。